# Episodi di Power (terza stagione)
La terza stagione della serie televisiva Power, composta da 10 episodi, è stata trasmessa negli Stati Uniti dal canale via cavo Starz dal 17 luglio al 25 settembre 2016.
In Italia, la stagione è andata in onda in prima visione sul canale satellitare AXN dal 20 settembre al 15 novembre 2016.
| nº | Titolo originale    | Titolo italiano          | Prima TV USA      | Prima TV Italia   |
| -- | ------------------- | ------------------------ | ----------------- | ----------------- |
| 1  | Call Me James       | Chiamami James           | 17 luglio 2016    | 20 settembre 2016 |
| 2  | It's Never Over     | Non finirà mai           | 24 luglio 2016    | 20 settembre 2016 |
| 3  | I Got This on Lock  | Ho tutto sotto controllo | 31 luglio 2016    | 27 settembre 2016 |
| 4  | Don't Warry, Baby   | È la scelta giusta?      | 7 agosto 2016     | 4 ottobre 2016    |
| 5  | Help Me             | Ritorni inaspettati      | 14 agosto 2016    | 11 ottobre 2016   |
| 6  | The Right Decision  | Addio                    | 21 agosto 2016    | 18 ottobre 2016   |
| 7  | Don't Go            | Chi è la talpa?          | 28 agosto 2016    | 25 ottobre 2016   |
| 8  | Trust Me            | Fidati di me             | 4 settembre 2016  | 1º novembre 2016  |
| 9  | I Call the Shots    | Chi morirà?              | 18 settembre 2016 | 8 novembre 2016   |
| 10 | In My Best Interest | La grande serata         | 25 settembre 2016 | 15 novembre 2016  |